# Campionati europei di triathlon middle distance del 1986
I Campionati europei di triathlon middle distance del 1986 (II edizione) si sono tenuti a Brasschaat, Belgio.

## Risultati

### Élite uomini
| Pos. | Nome             | Paese       | Totale  |
| ---- | ---------------- | ----------- | ------- |
|      | Rob Barel        | Paesi Bassi | 3:54:31 |
|      | Didier Volckaert | Belgio      | 4:05:23 |
|      | Tom Dimmendaal   | Paesi Bassi | 4:05:49 |

### Élite donne
| Pos. | Nome             | Paese       | Totale  |
| ---- | ---------------- | ----------- | ------- |
|      | Sarah Coope      | Regno Unito | 4:32:13 |
|      | Irma Zwartkruis  | Paesi Bassi | 4:36:24 |
|      | Chantal Malherbe | Francia     | 4:40:34 |